# Лысец

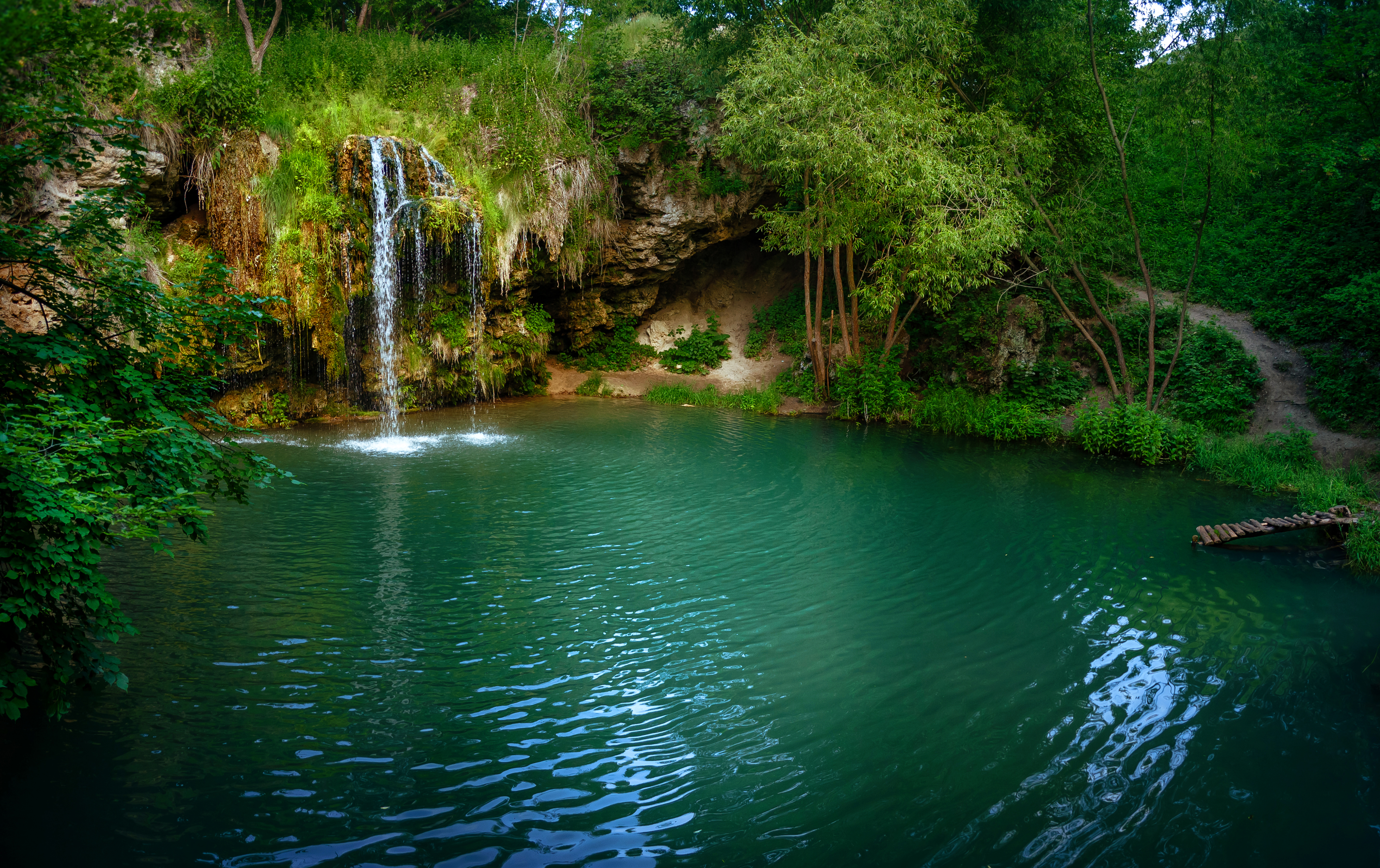
Водопад Бурбун

Лысец (укр. Лисець) — село в Дунаевецком районе Хмельницкой области Украины.
Население по переписи 2001 года составляло 1021 человек. Почтовый индекс — 32472. Телефонный код — 3858. Занимает площадь 2,945 км². Код КОАТУУ — 6821884401.
Достопримечательность села — водопад Бурбун, расположенный в каньоне реки Бобровка (Бобравка, Бобровец), на северной окраине села.

## Местный совет
32472, Хмельницкая обл., Дунаевецкий р-н, с. Лисец, ул. Затонского